# Sartilly
Sartilly ist eine Ortschaft und eine ehemalige französische Gemeinde mit 1.623 Einwohnern (Stand 1. Januar 2022) im Département Manche in der Region Normandie. Sie gehörte zum Avranches und zum Kanton Avranches.
Mit Wirkung vom 1. Januar 2016 wurden die früheren Gemeinden Angey, Champcey, Montviron, La Rochelle-Normande und Sartilly zur Commune nouvelle Sartilly-Baie-Bocage zusammengelegt und haben in der neuen Gemeinde den Status einer Commune déléguée. Der Verwaltungssitz befindet sich im Ort Sartilly.

## Bevölkerungsentwicklung
| Jahr                       | 1962 | 1968 | 1975 | 1982 | 1990 | 1999 | 2009 |
| Einwohner                  | 1033 | 1087 | 1142 | 1216 | 1156 | 1259 | 1525 |
| Quellen: Cassini und INSEE |      |      |      |      |      |      |      |

## Sehenswürdigkeiten
In Sartilly befindet sich auf dem Friedhof ein Denkmal für Théophile Maupas, einen der Caporaux de Souain, die während des Ersten Weltkrieges als Exempel für eine Meuterei hingerichtet wurden. Dieses Denkmal wurde bereits 1925 errichtet, noch bevor die Corporale am 3. März 1934 rehabilitiert wurden. Der Vorfall der Caporaux de Souain weist erhebliche Parallelen auf zum Roman Wege zum Ruhm (Originaltitel: Paths of Glory) von Humphrey Cobb. Auf Basis dieses Romans entstand der gleichnamige Film von Stanley Kubrick.

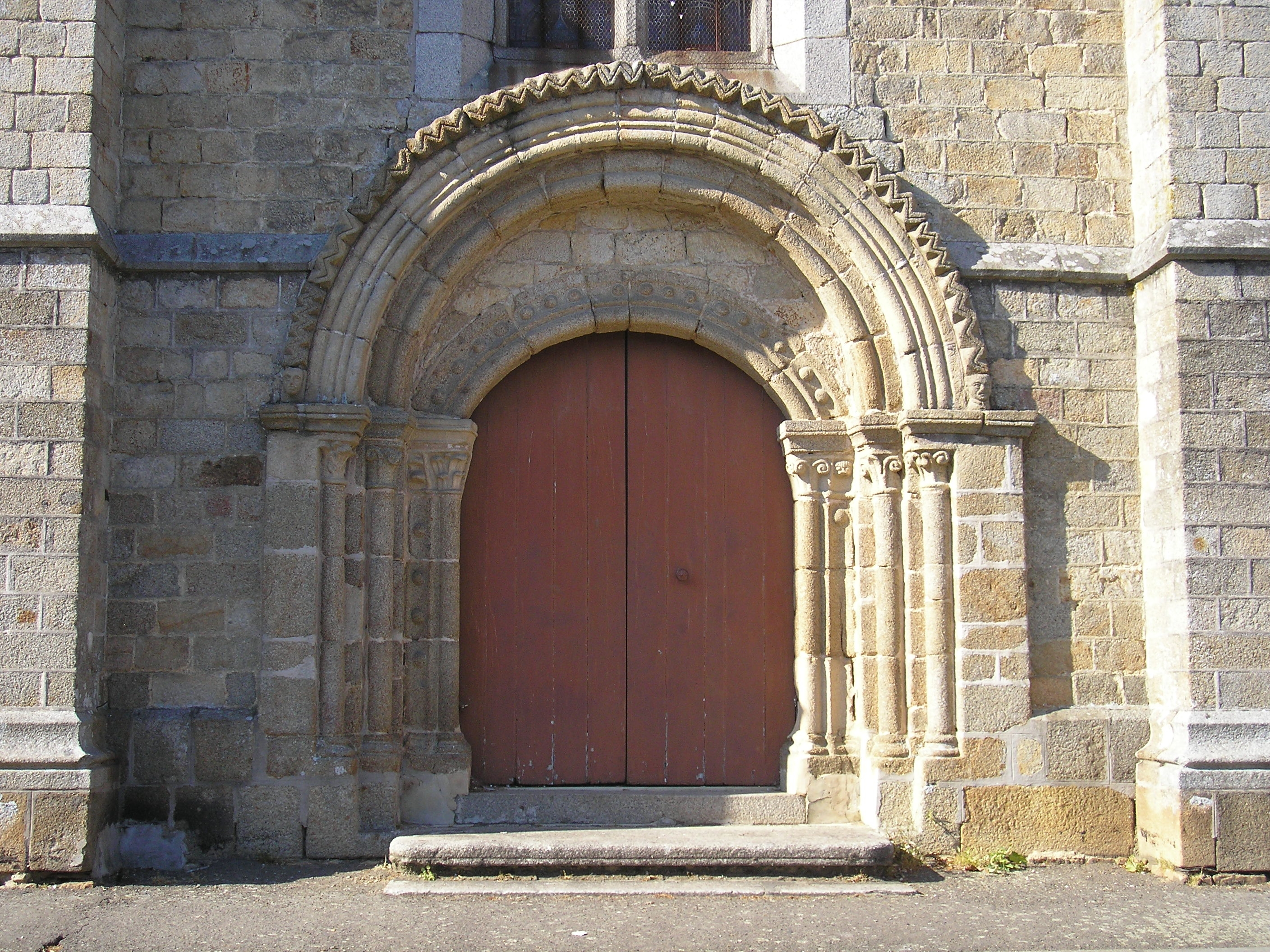
Portal der Kirche Saint-Pair in Sartilly
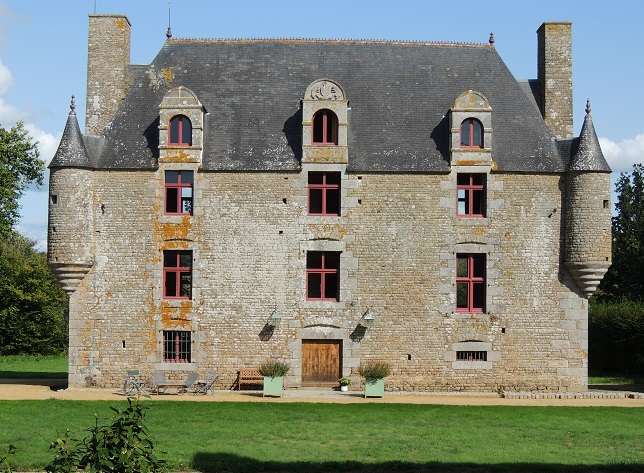
Herrenhaus Logis de Brequigny
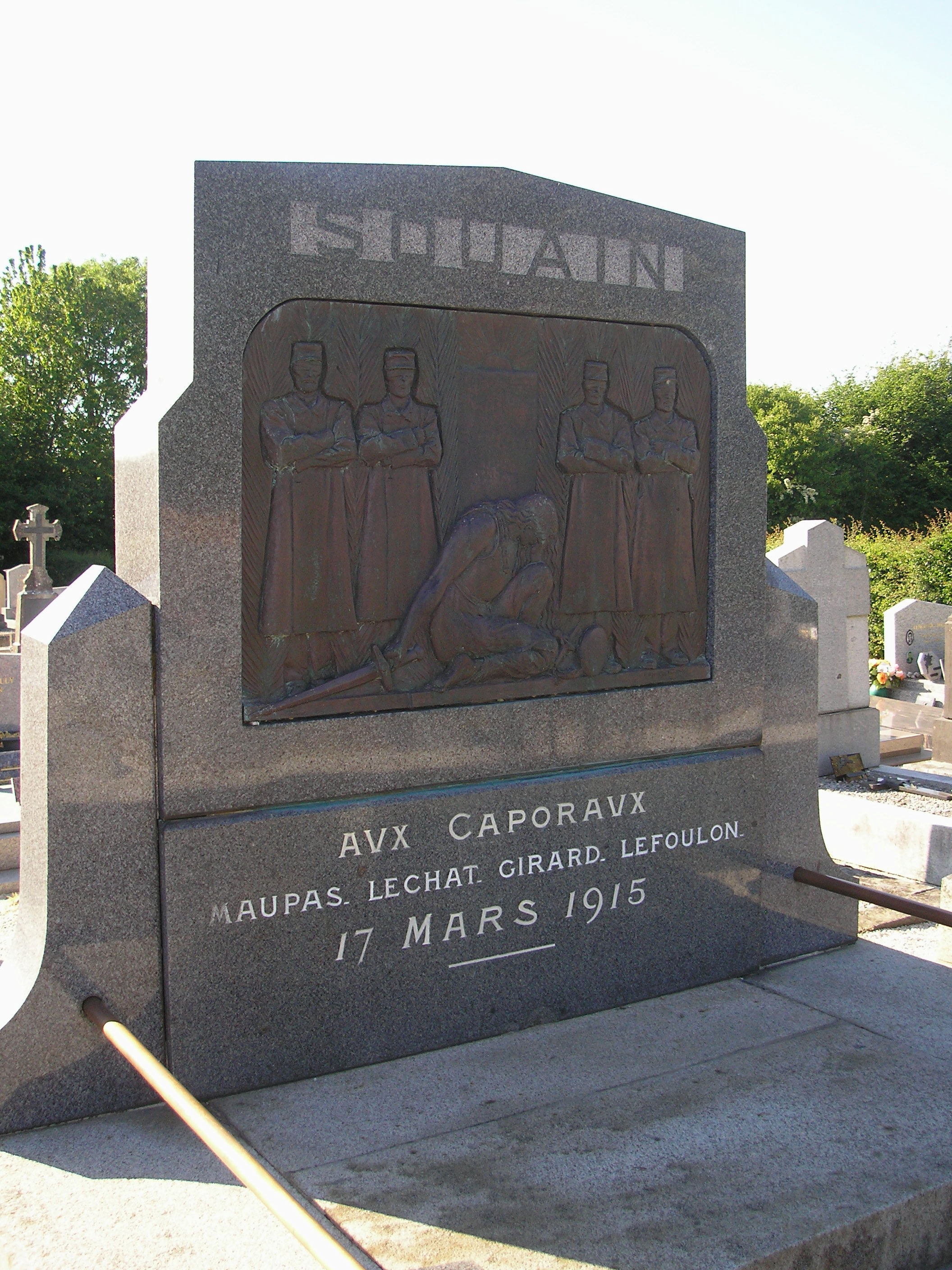
Denkmal Funéraire des caporaux de Souains
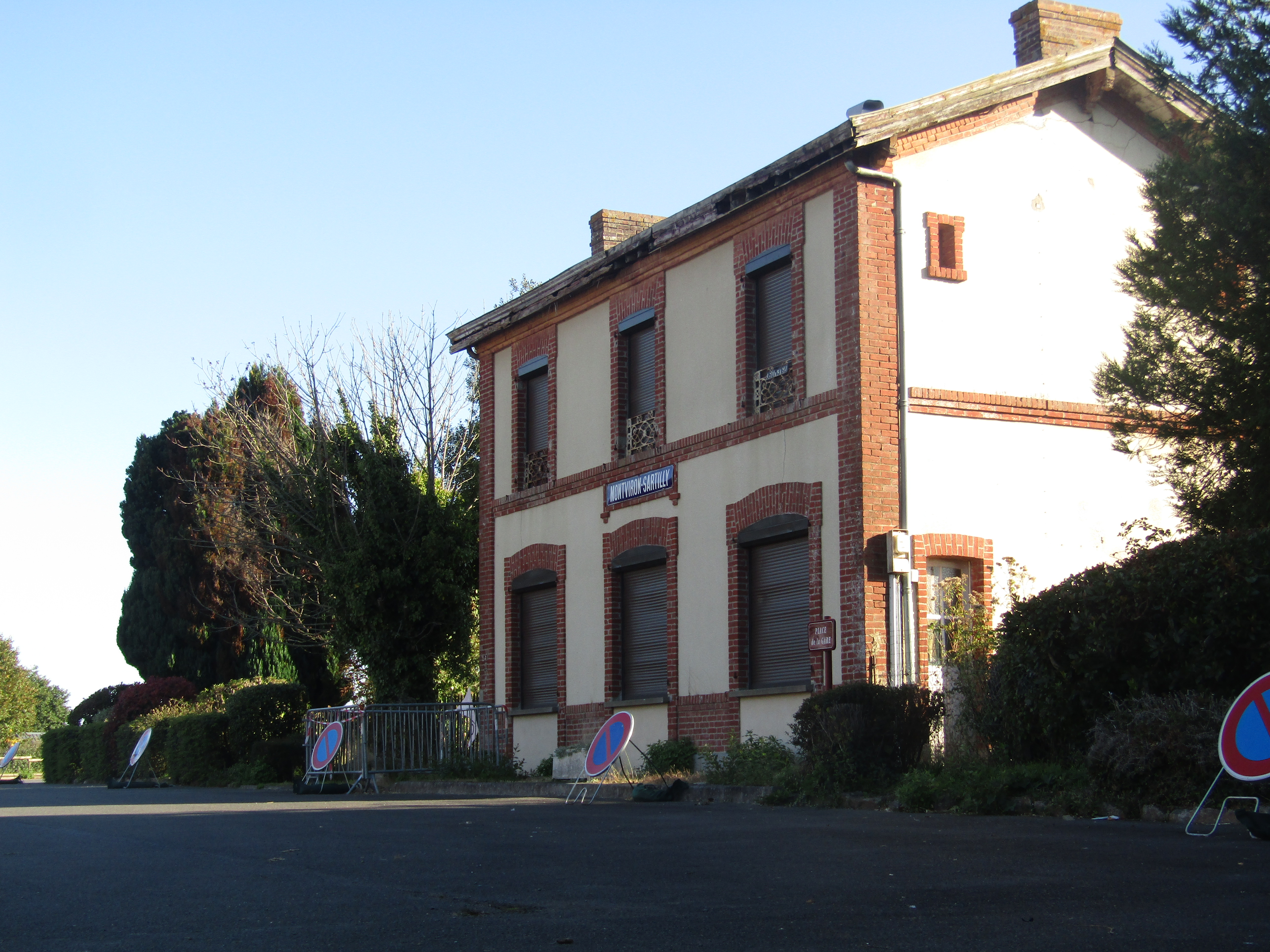
Bahnhof Montviron-Sartilly

## Infrastruktur
Sartilly liegt an der D973 zwischen Granville und Avranches. Durch die Nähe zum Meer (ca. fünf Kilometer Luftlinie) ist der Tourismus ein wichtiger Wirtschaftszweig. So gibt es im Ort vier Hotels und viele Ferienwohnungen.

## Belege
1. ↑  Erlass der Präfektur Arrêté No. 15-218 über die Bildung der Commune nouvelle Sartilly-Baie-Bocage vom 14.12.2015.